# Сексуальний партнер

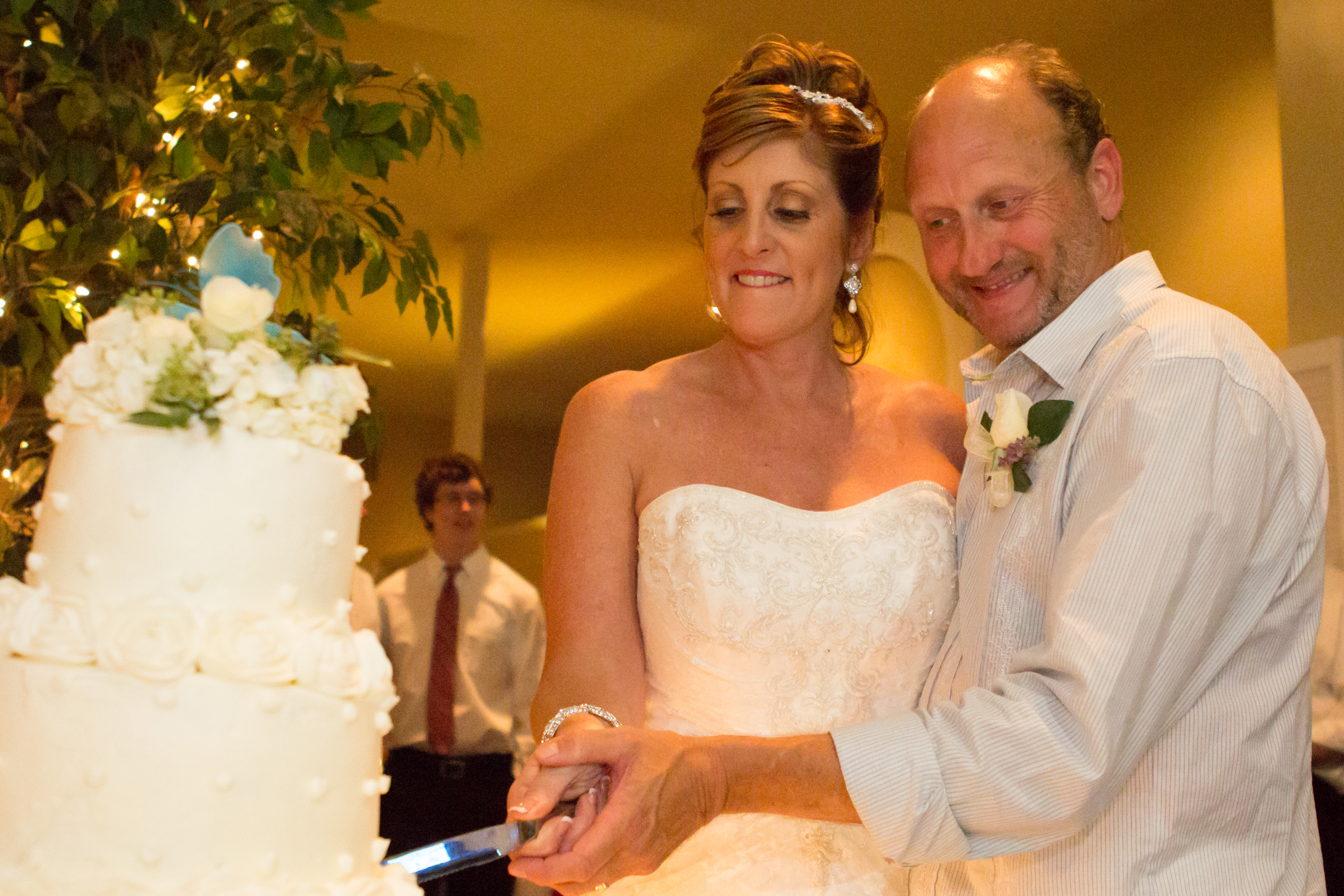
Подружжя, зазвичай, є сексуальними партнерами

Сексуальні партнер(к)и — особи, що вступають у сексуальні стосунки між собою. Можуть бути будь-якої статі або сексуальної орієнтації. Сексуальні партнер(к)и можуть бути в постійних любовних відносинах або неофіційних (наприклад, коханці, свінгери, при випадковому зв'язку, пікапі чи зґвалтуванні). Людина може мати більше одного сексуального партнера (партнерки) в будь-який момент часу (однак у більшості суспільств це не схвалюється).
Термін, зазвичай, застосовується до добровільних сексуальних стосунків, які відбуваються з обопільної згоди, тобто без застосування фізичної сили чи примусу (як у випадку зі зґвалтуванням).
Загалом, сексуальним(-ою) партнером(-кою) вважається людина, яка у цей момент бере участь у сексуальному контакті, або людина, яка робить це регулярно.